# Sukyun Yang & Insook Ju

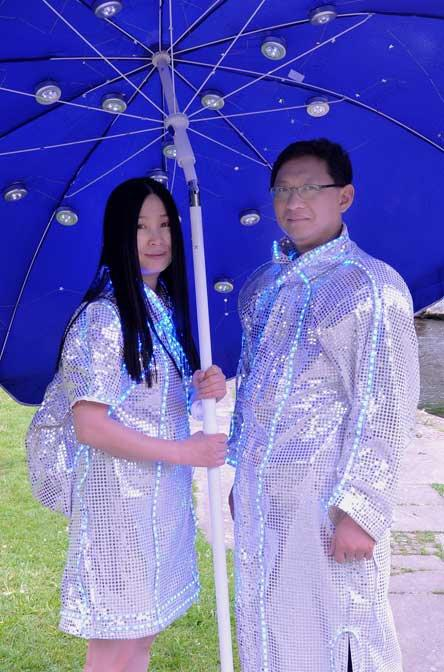
Insook Ju & Sukyun Yang in Paderborn

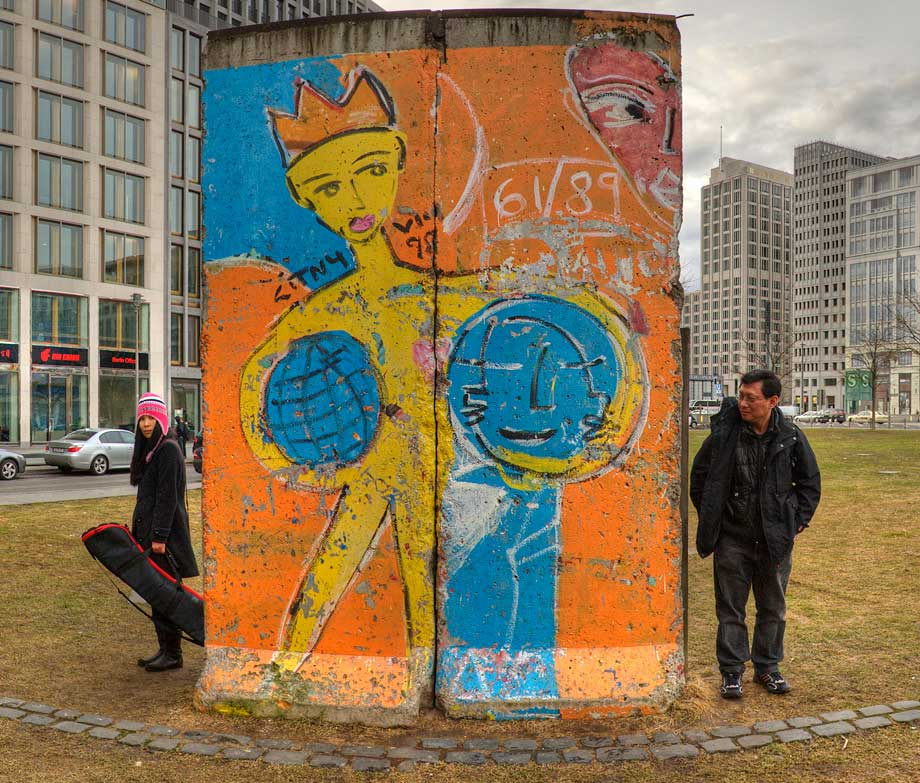
Insook Ju & Sukyun Yang in Berlin

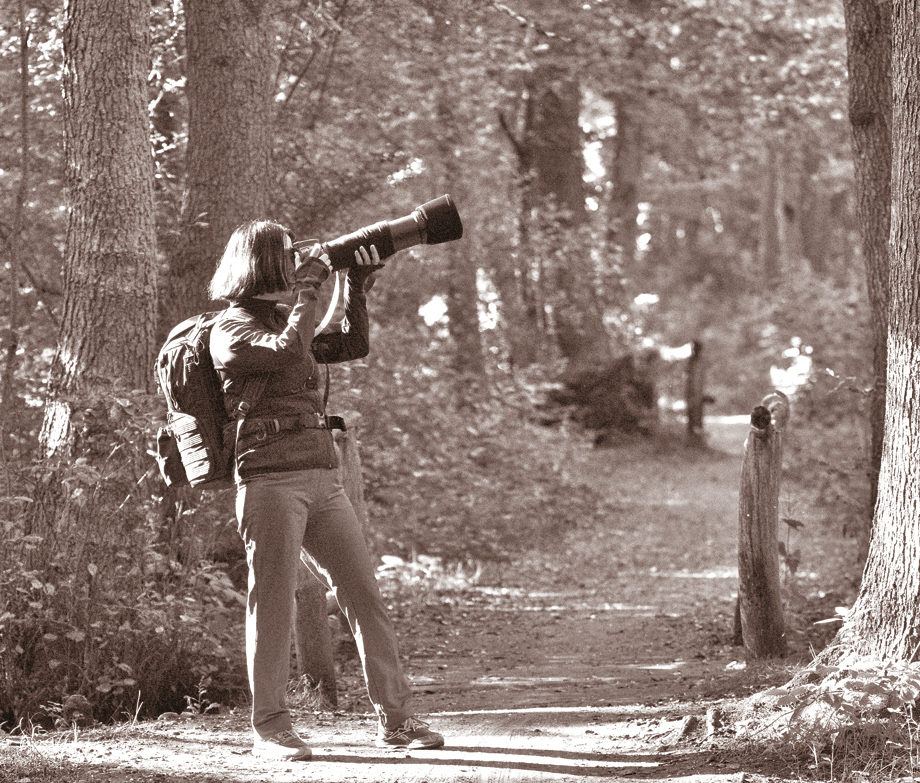
Insook Ju in Düsseldorf 2021

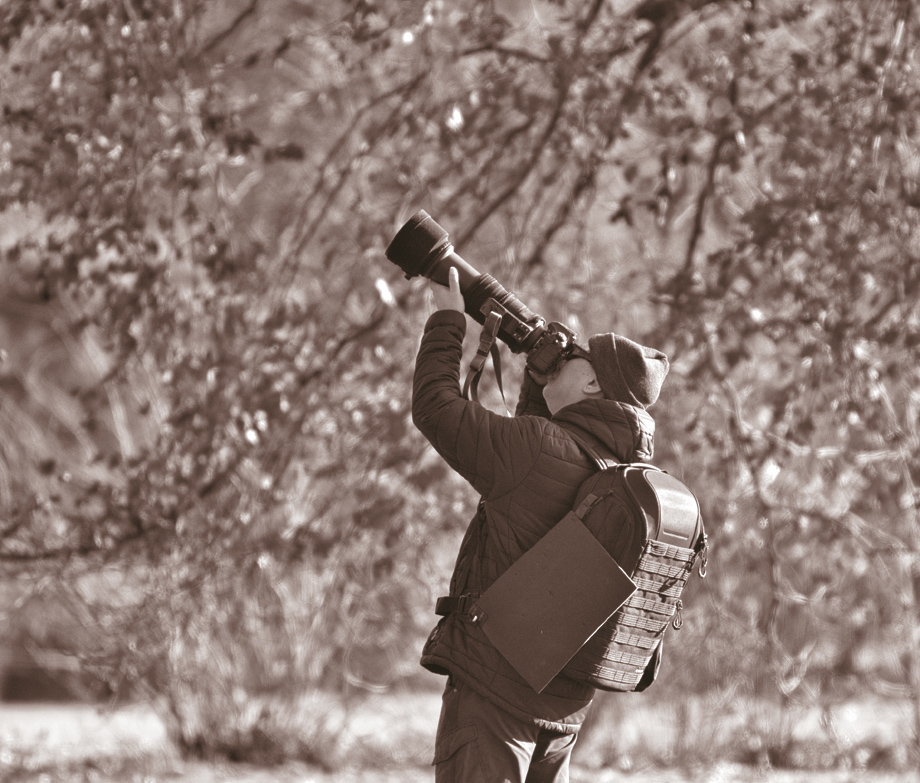
Sukyun Yang in Düsseldorf

Sukyun Yang & Insook Ju sind ein aus Südkorea stammendes Künstlerpaar.

## Leben
Nach ihrem Studium an der Kunstakademie Münster blieben sie in Deutschland, wo sie mit ihren Multimedia-Projekten, Fotoexperimenten und zahlreichen Ausstellungen bekannt wurden. Im Jahr 2009/2010 erhielten sie eine Gast-Professur an der Kunsthochschule Kassel. In der Tradition von Nam June Paik sorgen die beiden Künstler für Innovationen im Bereich der Video- und Computerkunst.
Von 1985 bis 1991 studierten sie Malerei an der Hongik University. in Seoul. Von 1991 bis 1999 setzten sie ihr Studium an der Kunstakademie Münster fort.
Sukyun Yang & Insook Ju leben und arbeiten in Düsseldorf.

## Einzelausstellungen (Auswahl)
- 1993 Eine Wohnung, Wewerka-Pavillon, Münster
- 1996 Ach! Wewerka-Pavillon, Münster
- 1996 Atelier Porte Ouverte, Cité Internationale des Arts Paris
- 1997 Baumgeist, Wonseo Galerie, Seoul
- 1998 Brunnen, cuba, Münster
- 1998 Autoreverse, Kungliga Konsthögskolan Stockholm
- 1999 Ja – Yeon im Computer, Multimediaprojekt mit Interaktiv CD, Ausstellungsraum Kunstakademie Münster
- 2000 Yang – Ju – Bang, Schmiedeamtshaus, Lemgo
- 2000 Vom Wahren des Gesichts, Städtische Galerie Haus Eichenmüller, Lemgo
- 2001 Projekt: Aus verschiedenen Sichten – Innenraum/Außenraum.
- 2001 Kunstraum und im Museumsgarten des Städtischen Kunstmuseum Gelsenkirchen
- 2002 Sukyun Yang & Insook Ju, Galerie Schütte, Essen
- 2004 Insook Ju und Sukyun Yang, Galerie Gruppe Grün, Bremen
- 2004 Projekt – Wiederverwertung, Kunstverein Ahlen[1]
- 2005 Recycling-Artist in Residence (2), Stiftung KIK in Kolderveen, Niederlande
- 2006 hier her, Glashaus Worringer Platz, Düsseldorf
- 2006 ding ding, Dorothennstr. 59, Düsseldorf
- 2007 Yang – Ju – Bang, Galerie Petra Höcker, Osnabrück
- 2007 „We all had doubts“ mit Paul Isenrath, Dorothennstr. 59, Düsseldorf
- 2009–2010 Waiting for you, Perron 1 Delden, Niederlande
- 2009 Museumsnacht, Kunstverein Paderborn
- 2010 Lightman-Kunstaktion, Paderborner Kultursommer, Kunstverein Paderborn
- 2010 Holy Spaces-Sukyun Yang & Insook Ju, Central Gallery Ein Hod Israel
- 2010 Wall Projekt: Holyspaces & Yang Ju Bang, Janco Dada Museum Ein Hod, Israel
- 2010 Koreanisches Kulturzentrum, Berlin
- 2011 Back from Israel, Atelier am Eck, Düsseldorf
- 2011 Yang – Ju – Bang, Kunstverein Paderborn
- 2011 eins zwei eins zwei, Kultur Bahnhof Eller, Düsseldorf
- 2013 UNGLAUBLICH-Holy Spaces Panoramafotografie, Maternushaus, Köln
- 2013 Ernst, Brühler Kunstverein
- 2014 Licht Performance, Museo Diotti, Casalmaggiore, Italy
- 2014 OH MY GOD, SITTart Galerie Düsseldorf
- 2015 gott sei dank, Interkulturelles Zentrum Kreuzer, Essen
- 2016 Saisonauftakt, Atelier im Künstlerhaus Schloss Wiepersdorf
- 2022 NATÜRLICH - DÜSSELDORF, Kultur Bahnhof Eller Düsseldorf

## Auszeichnungen, Stipendien und Preise
- 1995–1996 Stipendium Cité Internationale des Arts, Paris
- 1995 Auszeichnung zum Meisterschüler & 1996 Meisterschülerin.
- 1999 Diplom mit Auszeichnung (Thema: Ja-Yeon im Computer) & 2000 Diplom mit Auszeichnung (Thema: Lust und Freude)
- 1997 Förderpreis des Landschaftsverband Westfalen-Lippe, STUDIOGALERIE XVIII
- 1998 Europastipendium für Stockholm der Kunstakademie Münster
- 1999–00 Stipendium Junge Kunst der Alten Hansestadt Lemgo und der Staff Stiftung
- 2001 Atelierstipendium Krems, Niederösterreich
- 2002 Stipendium der Barkenhoff-Stiftung Künstlerhäuser Worpswede, Niedersachsen
- 2002 2. Preis der 4. Internationaler Kunstpreis 2002 des Kunstverein Hürth e.V.
- 2002 Künstlerhaus Cismar Stipendium des Landes Schleswig-Holstein
- 2004 Stipendium der Stiftung Künstlerdorf Schöppingen
- 2004 Stiftung Kulturfonds Künstlerhaus Lukas
- 2004–2005 Stipendium von Stichting KIK in Kolderveen, Niederlande
- 2007–2015 European Artists Symposium Essen
- 2009 Stipendium der Stiftung Künstlerdorf Schöppingen
- 2010 The 1st Digifesta-Rookie Contest for New Artist, Gwangju, Südkorea
- 2010 Internationaler Künstleraustausch: Aufenthalt in Ein Hod/Israel, Kulturamt Düsseldorf
- 2011 Arbeitsstipedium-Sommeratelier 18, Sukyun Yang & Insook Ju, Kultur Bahnhof Eller, Düsseldorf
- 2016 Aufenthaltsstipendien im Künstlerhaus Schloss Wiepersdorf der Land Brandenburg
- 2020–2021 Projekt-Stipendium des Landes NRW

## Belege
1. ↑  Kunstverein Ahlen e.V. Ausstellung auf kunst-und-kultur.de. Abgerufen am 14. Juni 2013.